# Jucancistrocerus caspicus
Jucancistrocerus caspicus är en stekelart som beskrevs av Giordani Soika 1970. Jucancistrocerus caspicus ingår i släktet Jucancistrocerus och familjen Eumenidae. Inga underarter finns listade i Catalogue of Life.